# Hawthorne (Kalifornia)
Hawthorne település az Amerikai Egyesült Államok Kalifornia államában, Los Angeles megyében. Lakosainak száma 88 083 fő (2020. április 1.).
Itt található a SpaceX központja is, a vállalat a település legnagyobb munkaadója.

## Népesség
A település népességének változása:
| Lakosok száma | 71 349 | 84 112 | 84 293 | 88 083 |
|               | 1990   | 2000   | 2010   | 2020   |